# Chinois (La Réunion)
Pour les articles homonymes, voir Chinois.
Les Chinois ou Sinwa constituent une communauté de l'île de La Réunion, département et région d'outre-mer français situé dans le sud-ouest de l'océan Indien. Il s'agit le plus souvent de descendants des populations d'origine cantonaise qui ont immigré depuis la Chine à la faveur du schéma engagiste à compter du milieu du XIXe siècle. Dans la très grande majorité des cas, les Chinois sont Français et n'ont pas la nationalité chinoise.

## Histoire
Il y a eu plusieurs vagues d'immigration chinoise à la Réunion.
- De 1844 à 1846, avant l'abolition de l'esclavage, arrivent des engagés sous contrat (au nombre de 458), recrutés pour travailler dans les champs de canne à sucre et la culture des vers à soie ou encore dans les travaux publics. Mais traités comme les esclaves dans certaines plantations, contestant leur salaire et rations alimentaires insuffisants par rapport aux contrats signés, ils se rebellent fréquemment, parfois violemment et en 1846, le recrutement est stoppé à la demande des planteurs. Certains sont renvoyés en Chine ou partent s'installer à l'île Maurice. D'autres se tournent vers le colportage et le commerce alimentaire de première nécessité.
- Après 1862, lorsque  l'immigration est à nouveau autorisée sur l'île, ce sont des travailleurs libres qui arrivent. Poussée par la pauvreté liée au contexte économique en Chine, la diaspora chinoise qui s'installe partout dans l'océan Indien touche aussi la Réunion, avec un pic de plus de 1 000 entrées en 1871[2], au bénéfice de l'artisanat et du petit commerce, les boutiques Chinois.
- En 1901, un convoi de 800 engagés agricoles arrive à Saint-Denis, mais à nouveau des révoltes ont lieu, toujours pour les mêmes raisons de mauvais traitement et en 1907, beaucoup préfèrent rentrer en Chine.
- Jusqu'à l'Entre-deux-guerres, l'immigration chinoise est majoritairement masculine. Bon nombre de Chinois se sont mariés à des femmes créoles d'origine européenne, contribuant au métissage et à l'intégration dans la société réunionnaise.

- Dans l'Entre-deux-guerres, on note un afflux important pour répondre aux besoins de l'industrie de la canne à sucre, parfois avec femmes et enfants. Mais ceux qui comptaient repartir à l'issue de leur contrat voient leur espoir s'envoler dès 1938 avec la guerre sino-japonaise, suivie de la création de la République Populaire de Chine. Ils sont alors contraints de s'installer définitivement sur l'île[3].
- Dans les années 40, on estime la communauté à 4 000 personnes, non-naturalisées, naturalisées et métis compris.
- Aujourd'hui, la loi interdisant les statistiques ethniques en France, il est difficile de les dénombrer avec précision et seules des approximations plus ou moins douteuses sont disponibles : on estimait cette communauté à 3 % de la population réunionnaise en 2002[4],[5].

## Origines et répartition géographique
Si quelques-uns sont originaires du Fujian, notamment ceux de la première vague, la majorité d'entre eux vient de la province de Guangdong (Sud de la Chine), mais il faut distinguer deux groupes linguistiques : les Nam Sun issus du sud-est de Canton et qui se sont implantés dans la région Nord et Est ; les Hakkas originaires du district de Meixian au Nord-Est de Canton, que l'on trouve à Saint-Pierre.
La communauté la plus importante, constituée de Nam Sun, se trouve historiquement à Saint-Denis autour de la rue Sainte-Anne.
Ces différences linguistiques et culturelles se sont peu à peu estompées du fait de mariages entre les deux groupes à partir des années 60.
Des Chinois originaires de l'île Maurice et déjà créolisés se sont installés plus tardivement.
En Chine, en souvenir de la diaspora chinoise, une stèle et un musée ont été installés au village de Song Kon, district de Meixian, dans le cadre du projet porté par l'historien Sudel Fuma  pour l'UNESCO, la Route des esclaves et des engagés dans l'océan Indien. C'est une étape reconnue des circuits touristiques proposés aux touristes chinois.

## Patronymes
Les familles dont les ancêtres se sont installés depuis longtemps à la Réunion peuvent avoir des patronymes occidentaux, soit du fait de ce métissage soit du fait d'une francisation (exemple : Law devenu Lao, Lo, Lau). Par contre, les Petits Blancs ayant des patronymes à consonance chinoise ont nécessairement un ancêtre chinois, la revendication d'appartenance des uns ou des autres à cette communauté est donc souvent due à l'humeur ou au contexte. Le terme de Chinois n'est d'ailleurs pas attribué qu'au Chinois d'origine, il désigne de fait toute personne d'origine asiatique. Les « Chinois » de la Réunion peuvent donc avoir des origines de l'espace francophone appelé autrefois l'Indochine[réf. nécessaire].

## Apports essentiels à la société réunionnaise

### Économie réunionnaise
Les immigrés chinois introduisirent des fumeries d'opium, dont la dernière, située à Saint-Denis, a fermé en 1982.
Peu nombreux dans la composition de la population réunionnaise, c'est grâce aux boutiques Chinois (nom local des boutiques chinoises) qu'ils s'intègrent petit à petit : ces épiceries installées près des usines, dans les écarts et dans les Hauts, créent un lien social important avec la population locale, grâce à l'« argent-carnet », système de crédit permettant aux plus pauvres d'acheter des produits de première nécessité, en attendant leur paye versée au moment de la coupe de la canne à sucre. Jusqu'aux années 1960, les boutiques Chinois représentent près de 80 % des commerces de distribution. Quelques familles développent le commerce d'importation qui reste cependant détenu par la grande bourgeoisie réunionnaise blanche.
À partir des années 1960, ils investissent d'autres secteurs d'activités : moyenne et grande distribution (les premiers libre-services et grandes surfaces), agro-alimentaire (petite industrie), imprimerie, presse, son, fonctionnariat, professions libérales. L'entreprise familiale reste le noyau dur, mais quelques-uns rejoignent des groupements financiers interethniques (Hakkas/Cantonais ou Chinois/Zarab/Malbar/Créole) au sein de l'économie réunionnaise,. Il n'y a pas de réseau économique privilégié avec les Chinois des îles voisines, les relations étant d'abord familiales ou culturelles.

### Pratique de la langue
Jusqu'à la fin des années 1930, les immigrés chinois gardent un lien important avec leur région d'origine et leur culture, la Réunion étant vue comme une étape transitoire pour faire fortune. Des familles préfèrent envoyer leurs enfants en Chine pour leur éducation. Pour ceux qui n'ont pas les moyens, des écoles franco-chinoises sont créées dans les années 1940, à Saint-André, Saint-Denis, Saint-Pierre. On en dénombre une douzaine entre 1942 et 1945. Cependant, elles ferment peu à peu en raison de difficultés financières et administratives et l'enseignement de la langue disparaît jusqu'aux années 1980. En 1981, c'est le mandarin qui est choisi par l'Université de la Réunion. Il est alors enseigné au collège Juliette Dodu et au lycée Leconte de Lisle en LV2. Aujourd'hui, c'est une trentaine d'établissements scolaires qui le proposent. Un Institut Confucius est implanté à l'Université de la Réunion depuis 2010.
Dans les années 1980, plusieurs associations culturelles se créent ou se réactivent : par exemple, l'AROC (Association des Réunionnais d'Origine Chinoise) ou l'Amicale de l'école franco-chinoise à Saint-Paul, qui proposent aussi des cours de mandarin. Ces associations sont à l'origine d'un regain d'intérêt pour la culture et les origines chinoises à travers notamment des voyages organisés.

### Fêtes
A l'occasion du Nouvel An chinois, la Danse des lions se pratique dans la rue et devant les commerces, pour apporter chance et pouvoir ; des pétards sont allumés le matin et non la veille comme en Chine, pour chasser les mauvais esprits et pour bien commencer l'année ; une petite enveloppe rouge contenant de l'argent est donnée aux enfants ; des raviolis chinois (jiaozi, 饺子 / 餃子, jiǎozǐ) sont préparés en famille ; on déguste les mines de longévité (长寿面 / 長壽麵, chángshòu miàn), qui sont des pâtes très longues, des bonbons millet (dessert). Une autre fête connue des Réunionnais est celle de Guandi.

### Religion
On considère que la communauté pratique généralement un catholicisme spécifique résultant d'une forme de syncrétisme avec le bouddhisme, le confucianisme et le taoïsme. Il existe sur l'île trois temples claniques à Saint-Denis (deux temples des Chan et un des Law) et deux temples Guandi à Saint-Pierre, dont l'un a ouvert en 2017 et qui se définit aussi comme centre culturel.

### Cuisine
Certains plats font partie du patrimoine gastronomique réunionnais : le chop suey, le riz cantonais, le sauté de mines (炒面 / 炒麵, chǎomiàn, « nouilles sautées »), le bol renversé, les bouchons, les sarcives.

### Sport
Durant l'Entre-deux-guerres, les Chinois de la Réunion contribuèrent activement, avec les femmes, au développement du basket-ball dans l'île.

### Personnalités réunionnaises issues de la diaspora chinoise
- André Thien Ah Koon, premier député français d'origine chinoise, élu de 1986 à 2006.